# Бакин, Владимир Гаврилович
Влади́мир Гаври́лович Ба́кин (3 августа 1946, с. Монастырское, Юрьянский район, Кировская область — 25 декабря 2020, г. Киров) — председатель Законодательного Собрания Кировской области.

## Биография
В 1969 году работал инженером в КБ «Север» города Киров. С 1969 по 1970 служил в рядах Советской армии. После службы вернулся инженером в КБ. С 1970 по 1983 год — главный инженер, секретарь парткома «Управление „Уралхиммонтаж“», ПРУ Минмонтажспецтрой СССР города Киров. С 1983 по 1988 год — инструктор, заведующий отделом строительства ОК КПСС, города Киров. С 1988 по 1999 — заместитель начальника главного ПЭУ облисполкома, руководитель департамента экономики области, заместитель Губернатора области. С 1999 по 2006 — руководитель УМНС РФ по Кировской области. С 2007 по 2012 год — директор по развитию ЗАО «Агрофирма „Дороничи“».
С 2013 по 2016 год — председатель комитета по бюджету и налогам Законодательного Собрания Кировской области пятого созыва. С 2016 года по 2018 — председатель комитета по бюджету, налогам, иным доходным источникам и контролю за эффективным использованием бюджетных средств Законодательного Собрания Кировской области.
15 ноября 2019 года избран председателем Законодательного Собрания Кировской области шестого созыва.
Заседания заксобрания Кировской области 17 и 25 декабря 2020 года прошли без участия Бакина по причине его болезни. Днём 25 декабря стало известно о смерти Владимира Гавриловича от поражения лёгких (85 %), вызванного коронавирусной инфекцией.
28 декабря 2020 года прошла гражданская панихида в областном драматическом театре. Похоронен на Новомакарьевском кладбище Кирова.

## Награды и звания
- Орден Почёта (2019)[4]
- Заслуженный экономист Российской Федерации (1998)[5]